# Стокпорт (Айова)
Стокпорт (англ. Stockport) — місто (англ. city) в США, в окрузі Ван-Б'юрен штату Айова. Населення — 272 особи (2020).

## Географія
Стокпорт розташований за координатами 40°51′26″ пн. ш. 91°50′0″ зх. д. / 40.85722° пн. ш. 91.83333° зх. д. (40.857286, -91.833360).  За даними Бюро перепису населення США в 2010 році місто мало площу 2,66 км², уся площа — суходіл.

## Демографія
Згідно з переписом 2010 року, у місті мешкало 296 осіб у 112 домогосподарствах у складі 76 родин. Густота населення становила 111 особа/км².  Було 127 помешкань (48/км²).
Расовий склад населення:
| - 97,0 % — білих - 1,0 % — азіатів - 0,3 % — корінних американців |

До двох чи більше рас належало 1,7 %. Частка іспаномовних становила 0,3 % від усіх жителів.
За віковим діапазоном населення розподілялося таким чином: 31,1 % — особи молодші 18 років, 56,7 % — особи у віці 18—64 років, 12,2 % — особи у віці 65 років та старші. Медіана віку мешканця становила 33,8 року. На 100 осіб жіночої статі у місті припадало 102,7 чоловіків;  на 100 жінок у віці від 18 років та старших — 106,1 чоловіків також старших 18 років.
Середній дохід на одне домашнє господарство  становив 42 766 доларів США (медіана — 32 019), а середній дохід на одну сім'ю — 48 499 доларів (медіана — 35 417). За межею бідності перебувало 25,2 % осіб, у тому числі 36,2 % дітей у віці до 18 років та 14,6 % осіб у віці 65 років та старших.
Цивільне працевлаштоване населення становило 121 осіб. Основні галузі зайнятості: виробництво — 28,1 %, освіта, охорона здоров'я та соціальна допомога — 22,3 %, фінанси, страхування та нерухомість — 9,9 %, науковці, спеціалісти, менеджери — 9,1 %.